# Fantasy-Jahr 1931
Übersicht

1930 | Fantasy-Jahr 1931 | 1932 | 1933 | 1934 | 1935 | ► | ►►

Weitere Ereignisse

## Neuerscheinungen Filme
| Deutscher Titel       | Deutschsprachiges Erscheinungsjahr | Originaltitel        | Regie                          | Anmerkungen |
| --------------------- | ---------------------------------- | -------------------- | ------------------------------ | ----------- |
|                       |                                    | Alam Ara             | Ardeshir Irani                 |             |
| Aschenbrödel          | —                                  | —                    | Alf Zengerling                 |             |
| Baron Münchhausen     | —                                  | —                    | Alf Zengerling                 |             |
|                       |                                    | Bimbo’s Initiation   | Dave Fleischer                 |             |
|                       |                                    | A Connecticut Yankee | David Butler                   |             |
| Die Frosch-Prinzessin | —                                  | —                    | Paul N. Peroff                 |             |
| Geisterschenke        | —                                  | —                    | Paul N. Peroff                 |             |
|                       |                                    | The Sign of the Wolf | Forrest Sheldon, Harry S. Webb |             |

## Geboren
- David Eddings († 2009)
- John Norman
- Gene Wolfe († 2019)